# النفیضه
النفیضه (به عربی: النفیضة) یک منطقهٔ مسکونی در تونس است که در استان سوسه واقع شده‌است. النفیضه ۱۱٬۱۳۸ نفر جمعیت دارد.